# Sally Bollywood
Sally Bollywood (Sally Bollywood Super Detective) è una serie animata franco-australiana, formata da due stagioni per un totale di 104 episodi e realizzata dallo studio francese Tele Images Kids, in collaborazione con lo studio australiano Three's a Company e Zodiak Media Group. In Francia viene trasmesso su France 3 dal 26 ottobre 2009 e in Australia su Seven Network dal 14 agosto 2010.

## Trama
La serie ruota attorno a Sally Bollywood, una ragazzina indiana di 12 anni (13 dall'episodio "festa di compleanno") che vive nella città immaginaria di Cosmopolis. Il padre, Harry Bollywood, è un investigatore privato, che ha ispirato Sally a fondare nello scantinato di casa una propria agenzia di investigazione, chiamata SBI (Sally Bollywood Investigations). Sally e il suo migliore amico Doowee McAdam risolvono i casi che i loro compagni di classe e concittadini propongono, che vengono tutti risolti con successo grazie alla perspicacia della protagonista e agli strumenti che Doowee inventa.
La serie è ispirata all'industria cinematografica indiana (Bollywood, appunto). Per questo motivo, quasi ogni episodio è scandito da balli e canzoni.

## Personaggi e doppiatori
| Personaggio     | Doppiatore francese | Doppiatore italiano |
| --------------- | ------------------- | ------------------- |
| Sally Bollywood | Fily Keita          | Veronica Puccio     |
| Doowee          | Alexandre Nguyen    | Alessio Puccio      |
| Harry           | François Jérosme    | Davide Marzi        |